# Albert Sabin
Albert Bruce Sabin, född 26 augusti 1906 i Bialystok, Ryssland, död 3 mars 1993 i Washington D.C., USA, var en polsk-amerikansk läkare och forskare, mest känd för att ha utvecklat ett oralt poliovaccin.

## Biografi
Sabin var son till Ashkenazi-judiska föräldrar. År 1922 emigrerade han med familjen till Amerika. År 1930 blev han en naturaliserad medborgare i USA och ändrade sitt namn till Sabin.
Sabin tog en medicinsk examen från New York University 1931 och utbildade sig inom internmedicin, patologi och kirurgi vid Bellevuesjukhuset i New York 1931-1933. År 1934 genomförde han forskning vid The Lister Institutet för förebyggande medicin i England och flyttade sedan Rockefellerinstitutet för medicinsk forskning (numera Rockefeller University). Under denna tid utvecklade han ett intensivt intresse för forskning, särskilt inom området infektionssjukdomar. 
År 1939 flyttade Sabin till Cincinnatis Barnsjukhus i Ohio. Under andra världskriget var han en överstelöjtnant i US Army Medical Corps och hjälpte till att utveckla ett vaccin mot japansk encefalit. För att upprätthålla samarbete med barnsjukhuset, hade han 1946 också blivit chef för pediatrisk forskning vid University of Cincinnati.
Sabin åkte på en forskningsresa till Kuba 1967 med kubanska tjänstemän för att diskutera möjligheten att inrätta ett samarbete mellan USA och Kuba genom sina respektive nationella akademier i naturvetenskap, trots det faktum att de båda länderna inte har formella diplomatiska förbindelser.
Under 1969-72 bodde han och arbetade i Israel som chef för Weizmann Institute of Science i Rehovot. Efter återkomsten till USA arbetade han 1974-82 som forskningsprofessor vid medicinska universitetet i South Carolina. Han flyttade senare till Washington, D.C., där han var forskare vid John E. Fogarty International Center.
År 1983, drabbades Sabin av förkalkning av halsryggen, som orsakade förlamning och intensiv smärta. Han beslutade då att ägna resten av sitt liv till att arbeta med lindring av smärta. Detta kunde framgångsrikt utföras med kirurgi vid Johns Hopkins Hospital 1992 när Sabin var 86 år, innan han ett år senare dog i Washington D.C., av hjärtsvikt.

## Polioforskning
År 1955 släpptes Salks "dödade" vaccin för användning. Det var effektivt för att förebygga de flesta av komplikationer av polio, men hindrade inte den initiala tarminfektionen. Sabinvaccinet är lättare att ge än det tidigare vaccin som utvecklats av Salk 1954, och dess effekter varar längre. 
Sabin testade först sitt levande, försvagade orala vaccin på Chillicothe Ohio Reformatory i slutet av 1954. Från 1956 till 1960, arbetade han med ryska kollegor för att fullända vaccinet och bevisa dess extraordinära effektivitet och säkerhet. Sabinvaccinet arbetade i tarmen för att blockera poliovirus från att komma in i blodomloppet. Sabin hade upptäckt att i tarmarna förökades och anföll polioviruset. Således bröt oralt vaccin kedjan för överföring av viruset och gav möjlighet till att polio en dag kan  utrotas.
Mellan 1955 och 1961 testades oralt vaccin på minst 100 miljoner människor i Sovjetunionen, delar av Östeuropa, Singapore, Mexiko och Nederländerna. Den första industriproduktionen och massanvändningen av oralt poliovaccin (OPV) från Sabinstammar organiserades av den sovjetiske vetenskapsmannen Michail Tjumakov. Detta gav de kritiska impulserna för att tillåta storskaliga kliniska prövningar av OPV i USA i april 1960 på 180 000 skolbarn i Cincinnati.
Sabin utvecklade också vacciner mot andra virussjukdomar, såsom encefalit och dengue. Dessutom undersökte han eventuella kopplingar mellan virus och vissa former av cancer.

## Hedersbetygelser
- Invald till Polio Hall of Fame, som invigdes i Warm Springs, Georgia, den 2 januari 1958.
- National Medal of Science (1970).
- Presidential Medal of Freedom (1986).
- Cincinnati Convention Center hade namn efter Sabin från 1985 till 2006.
- År 1999 namngav Cincinnati Barnsjukhus Medical Center sitt nya utbildnings- och konferenscenter för Sabin.
- Den 6 mars 2006 gav US Postal Service ut ett 87-cents frimärke som bär hans bild i sin serie om framstående amerikaner.